# آبداخش
آبداخش (پارسی میانه: Ēwaxš) یکی از نجیب‌زادگان ساسانی در سده سوم میلادی در زمان حکومت شاپور یکم بود.

## زندگی

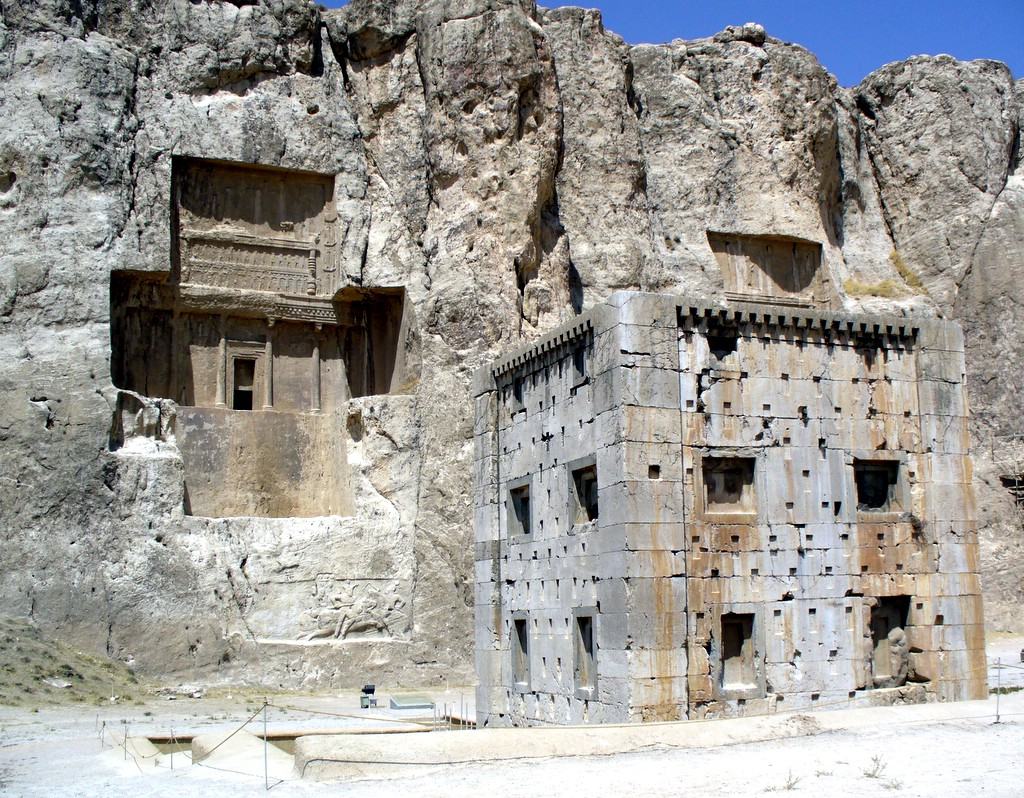
کعبه زرتشت، جایی که سنگ‌نوشته شاپور یکم حک شده‌است

از او در سنگ‌نوشته شاپور یکم بر کعبه زرتشت به عنوان آبداخش دژبدکان و فرزند یک دژبد یاد شده‌است. او در این سنگ‌نوشته در میان ۶۷ نجیب‌زاده در رتبهٔ پنجاه قرار دارد. اطلاعات دیگری از زندگی او در دست نیست.